# Wim Wakelkamp
Drs. Wilhelmus Antonie Johannes (Wim) Wakelkamp (Amersfoort, 17 oktober 1924 – Den Haag, 11 december 2017) was een Nederlands (koor)dirigent en musicoloog.
Hij was zoon van machinist Reinier Joseph Wakelkamp en Geertruida Joanna Antonia Schrasser. Vader was jarenlang dirigent van lokale muziekkorpsen.  Hijzelf was getrouwd met Maria (Riet) Stuijvenberg. Wim was broer van koordirigent Reinier Wakelkamp.
Wakelkamp kreeg zijn opleiding muziekwetenschap aan de Universiteit Leiden. Hij was onder andere enkele jaren docent aan de School voor katholieke kerkmuziek in Utrecht.
Zijn dirigentenleven lijkt op dat van zijn broer, alleen dan een generatie eerder. Tussen 1955 en 1961 was hij dirigent van Viva la Music (andere namen Bel Canto en Utrechts Kamerkoor), dat hij naar een hoger niveau tilde, maar een neergang zag in het aantal leden (zijn broer werd zijn opvolger). Tegelijkertijd organiseerde hij kamermuziekconcerten met leden van het Stedelijk Orkest Utrecht. Ondertussen was hij ook dirigent-organist van een kerk aan de Biltstraat.
Daarna stond hij voor het koor Die Haghe Sangers en de Bezuidenhoutse kerk, waarmee Utrecht ook de dirigent van het Politie Mannenzang Vereniging en Excelsior verloor. Ook leidde hij het Alma Materkoor in Leiden en het Residentiekoor. In hun nieuwe woning kwamen dan leden van het Residentie Orkest musiceren.
Wakelkamp gaf tussen 1961 en 1972 les aan de Pedagogische Akademie/Katholieke Kweekschool. Hij heeft volgens de Algemene muziek encyclopedie ook muziek geschreven, maar daar is weinig van terug te vinden.
Wim Wakelkamp en echtgenote (balletlerares) waren in 1976 onderwerp van een korte documentaire, toen zij een sabbatical namen (KRO: ’t Zand 33).